# 小林達彦
小林 達彦（こばやし たつひこ、1940年6月23日 - ）は、日本のアナウンサー。株式会社オフィス・コバヤシ代表取締役社長。神奈川県出身。サッカーネームは「ペレコバ」。

## 来歴・人物
1963年に早稲田大学教育学部を卒業後、RKB毎日放送へ入社。1969年にニッポン放送（LF）へ移籍。野球やサッカーを中心に各種スポーツ中継の実況アナウンサーとして活躍した。
2000年の定年退社後は引き続きLFの契約アナウンサーとして活動し、2004年よりフリーアナウンサーとなる。2007年に株式会社オフィス・コバヤシを設立。
サンケイスポーツに記事を出稿することもある。

## 出演番組
- プロ野球中継（『ニッポン放送ショウアップナイター』。実況。LF契約時代も2003年頃まで担当[4]）
  - 1982年の日本シリーズ第4戦
  - 1986年の日本シリーズ第3戦・第8戦
  - 1987年の日本シリーズ第1戦・第6戦
  - 1990年の日本シリーズ第2戦
  - 1992年の日本シリーズ第2戦
- サッカー中継
  - ミュンヘンオリンピックサッカーアジア予選（1971年）
  - 全国高等学校サッカー選手権大会
  - FIFAワールドカップ
  - Jリーグ RADIO（実況=サッカーパーソナリティ。LF契約時代も担当）
  - ベガルタ仙台戦実況（仙台シティエフエム）
- ロサンゼルスオリンピック中継（1984年。主にバレーボール）
- プロ野球ニュース（フジテレビ系CS放送。フリー転身後、試合結果報告アナウンサーとして出演）

## 出演映画
- プロ野球を10倍楽しく見る方法（1983年、フィルムリンク・インターナショナル、フジテレビジョン製作、東宝東和配給） - 実況アナウンサー

## 参考資料
- 12球団全選手カラー百科名鑑2000（『ホームラン』2000年3月号増刊。2000年3月31日、日本スポーツ出版社発行）
- 12球団全選手カラー百科名鑑2003（『ホームラン』2003年3月号増刊。2003年3月29日、日本スポーツ出版社発行）
- 12球団全選手カラー百科名鑑2004（『ホームラン』2004年3月号増刊。2004年3月31日、日本スポーツ出版社発行）
- 各種外部リンク